# Shingo Kunieda
Shingo Kunieda (nascido em 21 de fevereiro de 1984) é um ex-tenista cadeirante japonês.
Foi o número 1 do mundo por 582 semanas. Ganhou todos os títulos do Grand Slam no mesmo ano - em simples ou duplas - por cinco vezes. Anunciou a aposentadoria em 2023.